# Sebastianismus
Sebastianismus (port. Sebastianismo) je označení pro mytický nebo mesiášský směr v portugalské kultuře, který se vyskytuje od 16. až do 20. století. Jakkoli jde o směr specificky portugalský, vzniklý a obrozovaný v konkrétních historických epochách, velmi podobné mýty o vojsku královských bojovníků spících v nitru hory, odkud vyjedou na pomoc svému lidu v čase největšího ohrožení, se vyskytují od keltských dob (např. pověst o králi Artušovi) a v českém prostředí jde např. o pověst o rytířích z Blaníku.

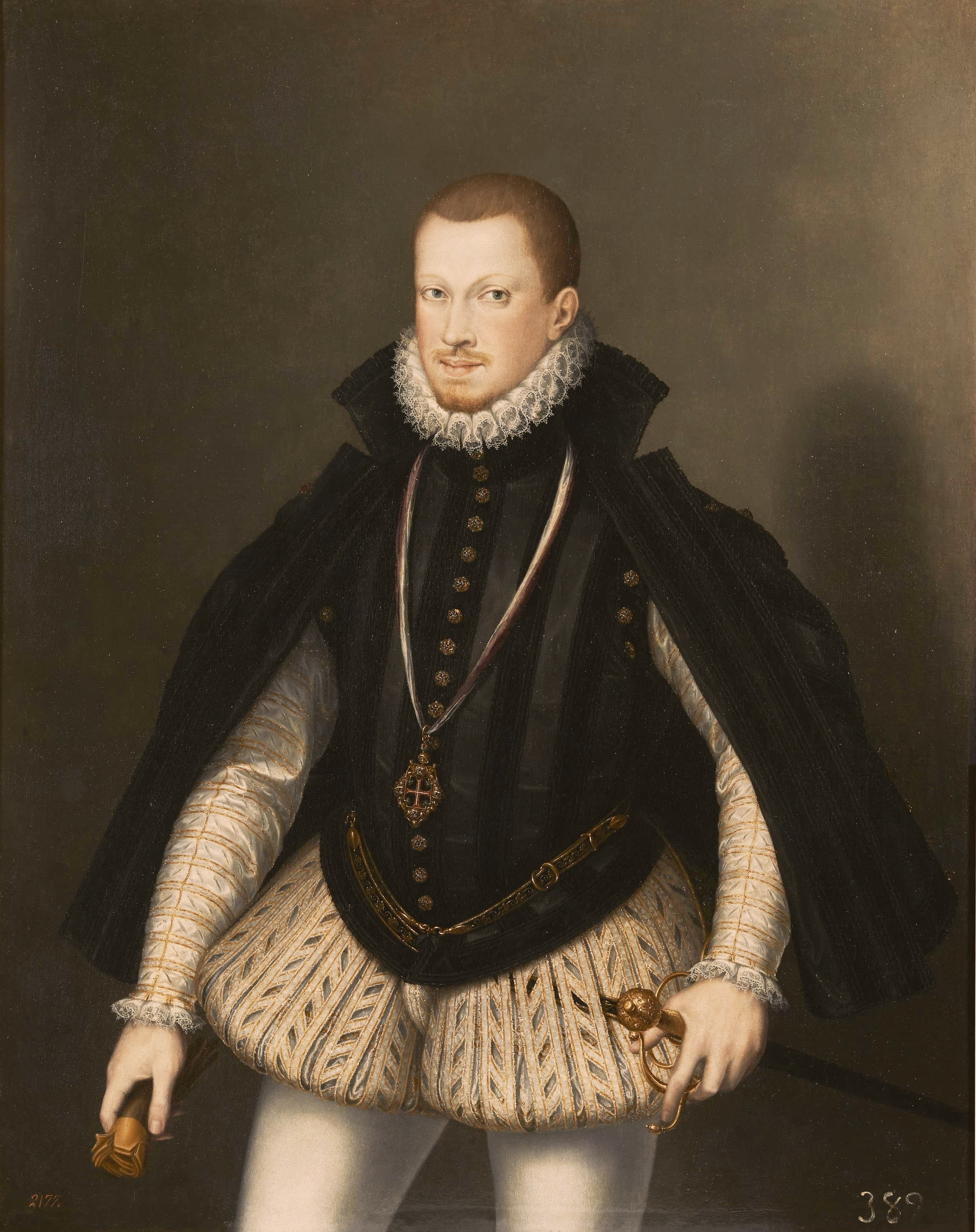
Portugalský král Sebastián I.

## Původ a geneze
Vznik sebastianismu se datuje do roku 1578, kdy v „bitvě tří králů“ u marockého Alcácer-Quibiru (Alcazarquiviru, Ksár-el-Kebíru) měl beze stopy zmizet mladý portugalský král Sebastián I. Jeho smrt dojala celou Evropu a na Portugalsko bez dědice trůnu dopadl poraženecký komplex. Navzdory hojně šířeným konspiracím, k nimž přispívají i někteří historikové (tak jako kupř. Maria Luísa Martins da Cunha v prosinci 2011 ve třetím svazku díla „Grandes Enigmas da História de Portugal“), že král přežil a objevil se v roce 1598 v Itálii apod., je všeobecně přijímáno, že král byl zabit v bitvě nebo krátce po jejím skončení.
Dynastická krize, kterou stavovské shromáždění (Cortes) vyřešilo volbou španělského krále Filipa II. Habsburského, vytvořila poptávku po legendě o návratu pohřešovaného krále, jenž by obnovil vznešenost země a zachránil národ. Napříč společenskými vrstvami se rozšířil vlastenecký mýtus o spícím králi, který čeká na správný okamžik, aby se "za ranní mlhy" vrátil na trůn a odehnal cizince. Nejméně čtyři osoby se v době španělské nadvlády nad Portugalskem neúspěšně vydávaly za krále Sebastiána.
V roce 1582 nařídil Filip I. Portugalský (ve Španělsku Filip II.) převézt tělo, o kterém se tvrdilo, že je tělem zmizelého krále Sebastiána I., z Ceuty do kláštera svatého Jeronýma u Lisabonu v naději, že tak skoncuje se sebastianismem, nicméně tato snaha neměla úspěch z toho prostého důvodu, že nemohlo být hodnověrně prokázáno, zda se skutečně jednalo o Sebastiánovy ostatky.

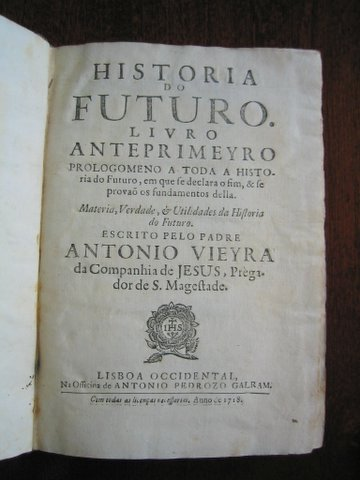
Titulní stránka Vieirova spisu História do Futuro, vydání z roku 1718

Sebastianistický mýtus o obnovení velikosti Portugalska, spojený se zásahem prozřetelnosti a příchodem pravého vládce, byl posléze několikrát využit k politickým účelům. Během války za udržení nezávislosti v letech 1640-1668 vedené Janem IV. a Alfonsem VI. proti španělské habsburské monarchii, vydatně posloužil cílům dynastie Braganzů vymanit se z područí Madridu a posílit absolutistickou monarchii. O oživení mýtu se postaral zejména jezuitský učenec António Vieira svými spisy Clavis Prophetarum a História do Futuro, v nichž prorokoval, že portugalský král sjednotí svět pod svou světskou autoritou a duchovní autoritou papeže, čímž započne období nebývalé prosperity, které bude trvat až do příchodu Antikrista. Vysloužil si tím obvinění z kacířství a zatčení inkvizicí.
Nová vlna zájmu o sebastianismus nastala v reakci na katastrofální zemětřesení v Lisabonu roku 1755. Na druhou stranu však byly veřejné projevy sebastianismu pronásledovány za vlády markýze Pombala, stoupence osvícenského absolutismu, v rámci jeho tažení proti jezuitům.
Během napoleonských válek vyvolala okupace Portugalska francouzskými silami pod velením maršála Junota restauraci sebastianismu. 

## Dozvuky sebastianismu ve 20. století
Portugalský básník Fernando Pessoa, známý mj. svým zájmem o okultismus a ezoterii, věnoval sebastianistickým vizím jediné dílo, jež vyšlo za jeho života v portugalštině, básnickou sbírku Poselství (Mensagem). Jedna skladba je věnována přímo zmizelému králi Sebastiánovi.
K mesianistické legendě se vrací také portugalský režisér Manoel de Oliveira v historickém dramatu Pátá říše (Quinto Império, 2004). 